# Christian Friedrich Scherenberg
Christian Friedrich Scherenberg (5. maj 1798 i Stettin - 9. september 1881 på asylet Zehlendorf ved Berlin) var en tysk digter, farbror til Ernst Scherenberg. 
Han besøgte gymnasiet i sin fødeby, men løb 15 år gammel hjemme fra og blev skuespiller først i Berlin, hvor P.A. Wolff tog sig af ham, derpå i Magdeburg. Senere blev han privatsekretær og handelsmedhjælper, førtes ind på vilde spekulationer, satte sin arv til og kom så 1837 tilbage til Berlin. Her blev han et fremtrædende medlem af den litterære forening Der Tunnel. Friedrich Wilhelm IV skaffede ham 1855 ansættelse som bibliotekar i krigsministeriet. Han udfoldede nu et talent som lyriker, udgav Vermischte Gedichte (1845), men vakte især opmærksomhed med sine episke slagmalerier, der er ujævne i formel henseende, men præget af en ram virkelighedssans. De ejer kraftige episoder, som endnu i vore dage gør indtryk. Men Scherenberg vandt aldrig sikkert herredømme over det sproglige udtryk, hvad der har forringet hans digteriske betydning. Blandt hans slagmalerier kan nævnes Waterloo (1849), Ligny (1849), Leuthen (1852) og Abukir (1854).